# Königstein (munte)

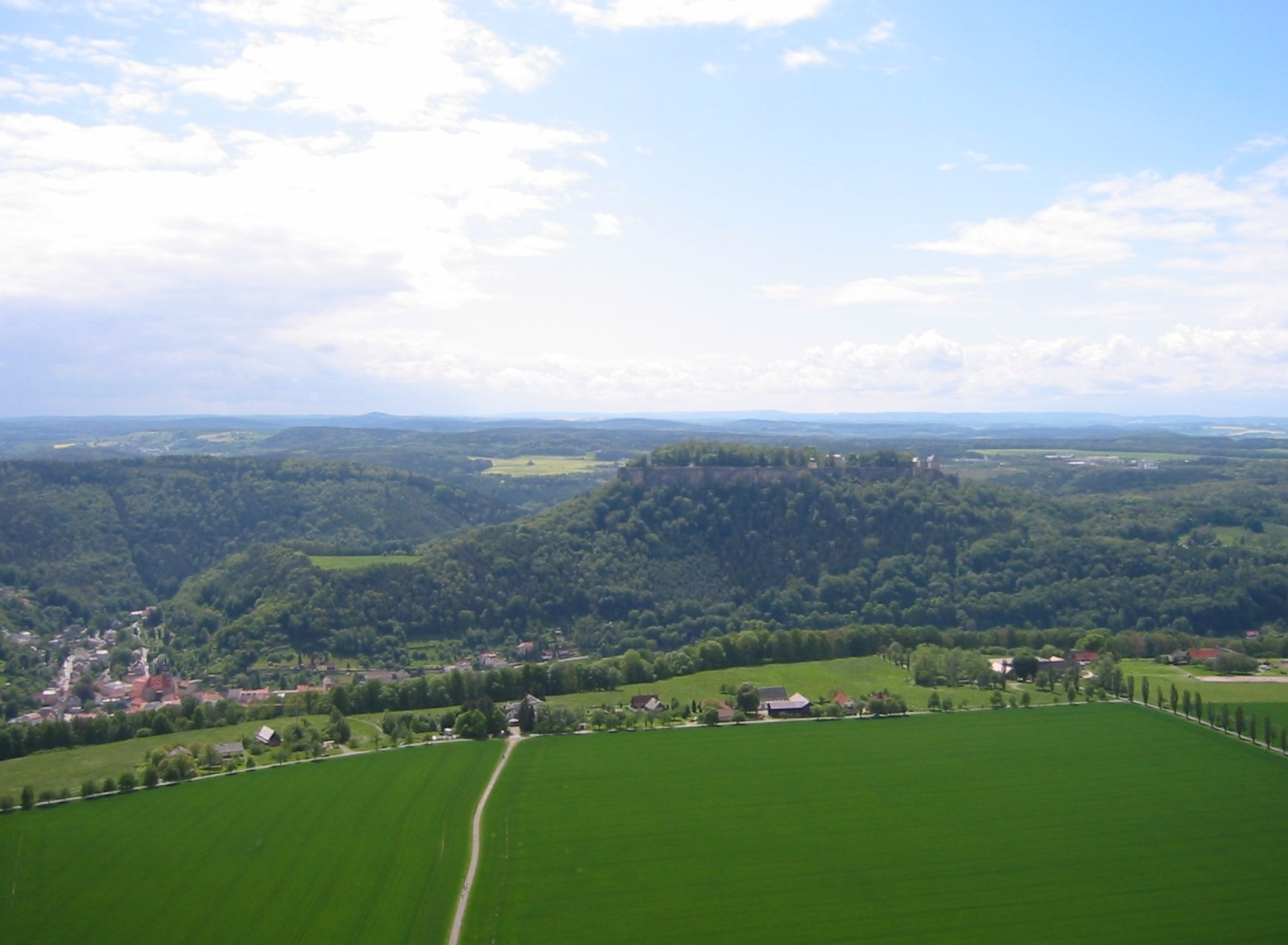
Königstein vizavi de muntele Lilienstein

Königstein este un munte de tipul Tafelberg (cu vârf retezat) care aparține de „Munții Elbei” Elbsandsteingebirge. La poalele muntelui se află localitatea Königstein (Sächsische Schweiz), iar pe pisc (306 m) se află Fortăreața Königstein, care este cea mai mare cetate din Europa.